# Javra jemilleri
Javra jemilleri là một loài tò vò trong họ Ichneumonidae.